# تازی سلتی
تازی سلتی (به انگلیسی: Celtic Hounds)، نام یکی از نژادهای سگ است که خاستگاه آن به ایرلند بازمی‌گردد.